# Turn Me On!
Pour les articles homonymes, voir Turn Me On.
Pour plus de détails, voir Fiche technique et Distribution.
Turn Me On! (Få meg på, for faen) est un film norvégien de comédie écrit et réalisé par Jannicke Systad Jacobsen et sorti en 2011.

## Synopsis
Alma a 15 ans et vit avec sa mère dans un petit village de Norvège perdu en pleine région des fjords. Elle boit des bières en cachette avec ses copines, fantasme sur le guitariste de la chorale du lycée et fait appel à une hotline un peu spéciale pour satisfaire ses envies d’amour et de sexe. Très vite, néanmoins, ses pulsions lui font perdre pied avec la réalité et les catastrophes commencent !

## Fiche technique
- Titre original : Få meg på, for faen
- Titre français : Turn Me On!
- Titre anglais : Turn Me On, Dammit!
- Réalisation : Jannicke Systad Jacobsen
- Scénario : Jannicke Systad Jacobsen, d'après le roman d'Olaug Nilssen
- Direction artistique : Sunniva Rostad
- Costumes : Sabina Cavenius et Henriette Næss
- Photographie : Marianne Bakke
- Montage : Zaklina Stojcevska
- Musique : Ginge Anvik
- Production : Brede Hovland
- Budget : 17,5 millions de couronnes norvégiennes (2,28 millions d'euros)
- Pays d'origine : Norvège
- Format  : Couleurs - 35 mm - 1,85:1 - Dolby Digital
- Genre : comédie
- Durée : 76 minutes
- Dates de sortie : 20 avril 2011 (Festival du film de TriBeCa), 19 août 2011 (Norvège), 18 janvier 2012 (France)

## Distribution
- Helene Bergsholm : Alma
- Henriette Steenstrup : la mère d'Alma
- Malin Bjørhovde : Sara
- Matias Myren : Artur
- Beate Støfring : Ingrid
- Lars Nordtveit Listau : Kjartan
- Julia Bache-Wiig : Maria
- Jon Bleiklie Devik : Sebjørn
- Julia Schacht : Elisabeth
- Arthur Berning : Terje

## Autour du film
Le tournage s'est déroulé du 28 juin au 16 août 2010 à Hjelmeland, Oslo, Sauda et Suldal.

## Olaug Nilssen
Olaug Nilssen est née en 1977 et a écrit son premier roman à l’âge de 21 ans. Depuis elle a signé de nombreux livres, dont Nos bras sont si courts (paru en 2003 chez Gaïa), et s’est distinguée comme l’une des auteurs les plus influentes de la littérature norvégienne contemporaine. Få meg på, for faen, le roman dont est tiré Turn Me On!, a été publié en 2005. Outre les nombreuses récompenses que le livre a reçu, Få meg på, for faen a également été adapté au théâtre en 2007. La pièce a connu un succès retentissant.